# Amphoe Sam Chuk
Amphoe Sam Chuk (thailändisch อำเภอ สามชุก, Aussprache: ʔāmpʰɤ̄ː sǎːm tɕʰúk) ist ein Landkreis (Amphoe – Verwaltungs-Distrikt) der Provinz Suphan Buri. Die Provinz Suphan Buri liegt im westlichen Teil der Zentralregion von Thailand. 

## Geographie
Die benachbarten Amphoe sind im Uhrzeigersinn von Norden aus: Amphoe Doem Bang Nang Buat der Provinz Suphan Buri, im Osten liegt der Amphoe Sawaeng Ha der Provinz Ang Thong, im Süden und Westen liegen die Amphoe Si Prachan, Don Chedi und Nong Ya Sai der Provinz Suphan Buri.
Die Haupt Wasser-Ressource von Sam Chuk ist der Mae Nam Tha Chin (Tha-Chin-Fluss), auch Mae Nam Suphan (Suphan-Fluss) genannt.

## Geschichte
Der Name des Landkreises war ursprünglich Nang Buat. Im Jahr 1911 separierte die Regierung einen Teil von Nang Buat um Amphoe Doem Bang Nang Buat einzurichten. Sie verlegten gleichzeitig die Kreisverwaltung nach Ban Sam Pheng im Tambon Sam Chuk. Im Jahr 1939 wurde der Landkreis nach dem zentralen Tambon in Sam Chuk umbenannt.

## Sehenswürdigkeiten
- Der „100 Jahre alte Markt von Sam Chuk“ (ตลาด ๑๐๐ ปี สามชุก) am Ufer des Tha-Chin-Flusses[2]

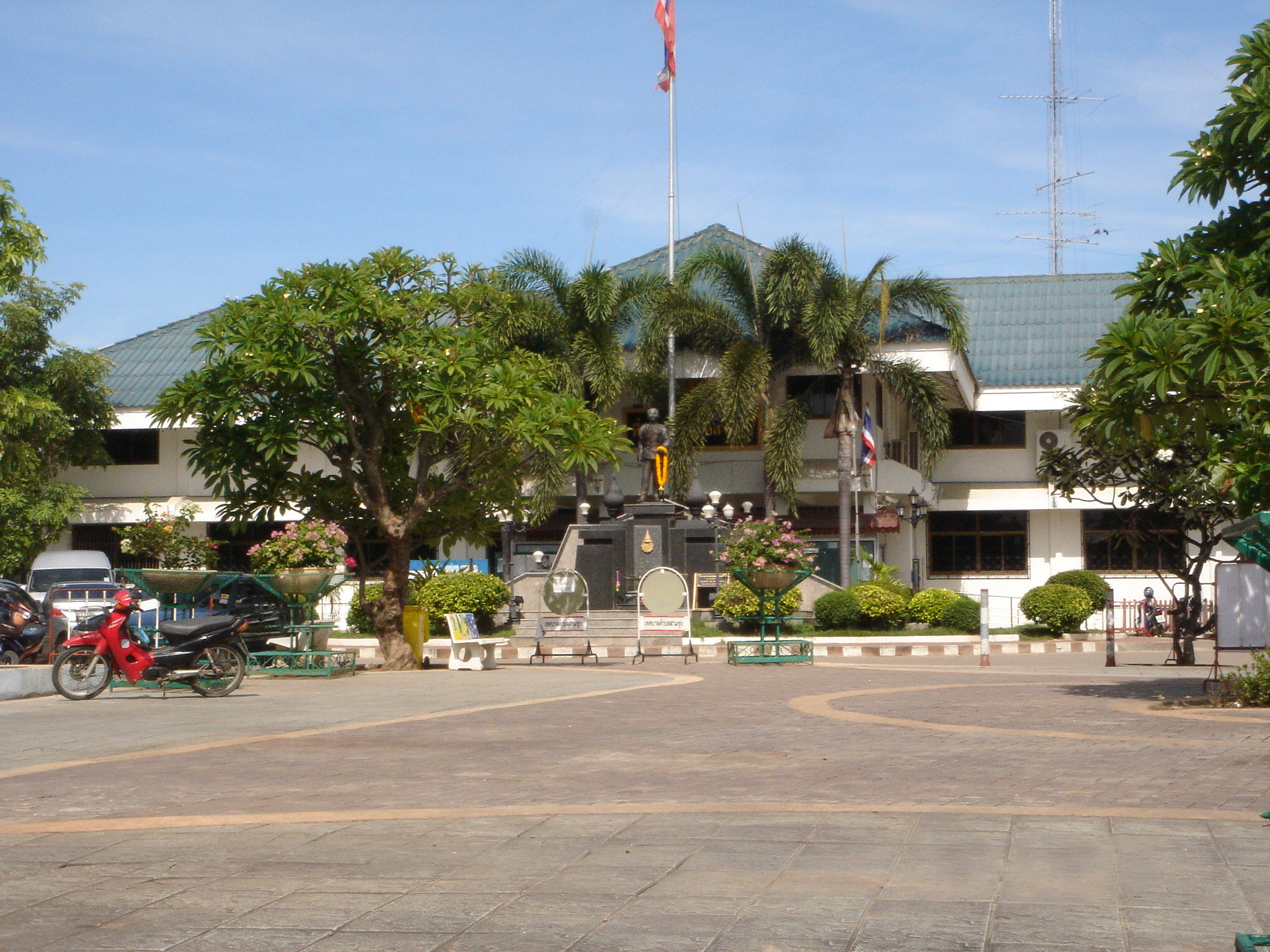
Sitz der Bezirksverwaltung (Thi Wa Kan Amphoe) Sam Chuk

## Verwaltung

### Provinzverwaltung
Der Landkreis Sam Chuk ist in sieben Tambon („Unterbezirke“ oder „Gemeinden“) eingeteilt, die sich weiter in 68 Muban („Dörfer“) unterteilen.
| Nr. | Name          | Thai      | Muban | Einw.  |
| --- | ------------- | --------- | ----- | ------ |
| 01. | Yan Yao       | ย่านยาว    | 09    | 08.140 |
| 02. | Wang Luek     | วังลึก      | 15    | 12.366 |
| 03. | Sam Chuk      | สามชุก     | 06    | 10.783 |
| 04. | Nong Phak Nak | หนองผักนาก | 08    | 08.443 |
| 05. | Ban Sa        | บ้านสระ    | 10    | 05.915 |
| 06. | Nong Sadao    | หนองสะเดา | 10    | 05.132 |
| 07. | Krasiao       | กระเสียว   | 10    | 04.171 |

### Lokalverwaltung
Es gibt eine Kommune mit „Kleinstadt“-Status (Thesaban Tambon) im Landkreis:
- Sam Chuk (Thai: เทศบาลตำบลสามชุก) bestehend aus dem kompletten Tambon Sam Chuk und den Teilen der Tambon Yan Yao, Krasiao.

Außerdem gibt es sechs „Tambon-Verwaltungsorganisationen“ (องค์การบริหารส่วนตำบล – Tambon Administrative Organizations, TAO)
- Yan Yao (Thai: องค์การบริหารส่วนตำบลย่านยาว) bestehend aus Teilen des Tambon Yan Yao.
- Wang Luek (Thai: องค์การบริหารส่วนตำบลวังลึก) bestehend aus dem kompletten Tambon Wang Luek.
- Nong Phak Nak (Thai: องค์การบริหารส่วนตำบลหนองผักนาก) bestehend aus dem kompletten Tambon Nong Phak Nak.
- Ban Sa (Thai: องค์การบริหารส่วนตำบลบ้านสระ) bestehend aus dem kompletten Tambon Ban Sa.
- Nong Sadao (Thai: องค์การบริหารส่วนตำบลหนองสะเดา) bestehend aus dem kompletten Tambon Nong Sadao.
- Krasiao (Thai: องค์การบริหารส่วนตำบลกระเสียว) bestehend aus Teilen des Tambon Krasiao.